# USS Harris (APA-2)
USS Harris (APA-2) – był amerykańskim transportowcem desantowym, który wziął udział w działaniach II wojny światowej. 
Zwodowany 19 marca 1921 roku jako jednostka projektu Emergency Fleet Corporation Design 1029 w stoczni Bethlehem Shipbuilding Corporation w Sparrows Point (Maryland) na podstawie kontraktu z United States Shipping Board pod nazwą „Pine Tree State”. Później operował na liniach komercyjnych dla USSB, zmieniając nazwę na „President Grant”. Pod koniec lat 30. XX wieku odstawiony.
Nabyty przez US Navy w lipcu 1940 roku był na początku klasyfikowany jako transportowiec (AP-8). Następnie przeklasyfikowany na transportowiec desantowy typu Harris (APA-2). Został odznaczony dziesięcioma battle star.
Uczestniczył w lądowaniu w Afryce Północnej, a następnie w wielu desantach na Pacyfiku.